# Gerd Audehm
Gerd Audehm (* 14. März 1968 in Annahütte) ist ein ehemaliger deutscher Radrennfahrer.

## Leben
Audehm wurde in Annahütte geboren und ist in Senftenberg in Brandenburg aufgewachsen. Er besuchte ein DDR-Sportinternat in Cottbus und wurde Radrennfahrer der Leistungsklasse der DDR. Erste Erfolge erzielte er 1988 bei der Österreich-Rundfahrt. Nach dem Mauerfall kam er in das Team Nürnberger, wurde 1991 und 1992 Sieger der Internationalen Rheinland-Pfalz-Rundfahrt und 1993 als Neu-Profi Mitglied des Team Telekom, wo er bis 1996 blieb. Er galt als zuverlässiger "Wasserträger" der Stars. 1998 beendete er seine Karriere.
Am 8. Juli 2000 brach er mit akutem Herzkammerflimmern beim Fitnesstraining zusammen, nachdem bereits im Jahre 1998 eine Herzmuskelentzündung diagnostiziert wurde. Als er nach Monaten aus dem Koma erwachte, hatte er infolge der Sauerstoffunterversorgung im Gehirn einen hypoxischen Hirnschaden erlitten. Hierdurch ist Gerd Audehms Gedächtnis stark gestört. Als Pflegefall zog er von seinem Wohnort Eynatten in Belgien wieder zurück in sein Elternhaus nach Brieske. Aus der inzwischen geschiedenen Ehe hat er eine Tochter.
2004 drehte Regina Schilling einen Dokumentarfilm über ihn.

## Wichtige Erfolge
- 1988 Etappensieger bei der Österreich-Rundfahrt
- 1991 Sieger der Internationalen Rheinland-Pfalz-Rundfahrt
- 1992 Sieger der Internationalen Rheinland-Pfalz-Rundfahrt
- 1993 Teilnehmer der Tour de France
- 1994 Teilnehmer der Tour de France